# Andreaea depressinervis
Andreaea depressinervis är en bladmossart som beskrevs av Jules Cardot 1900. Andreaea depressinervis ingår i släktet sotmossor, och familjen Andreaeaceae. Inga underarter finns listade i Catalogue of Life.